# Poroy (Pérou)
Pour le village de Macédoine du Nord,, voir Poroy.
 (août 2020).
Poroy est une ville péruvienne de la région de Cuzco dans la province de Cuzco. Il s'agit de la capitale du district de Poroy.